# Dlažov

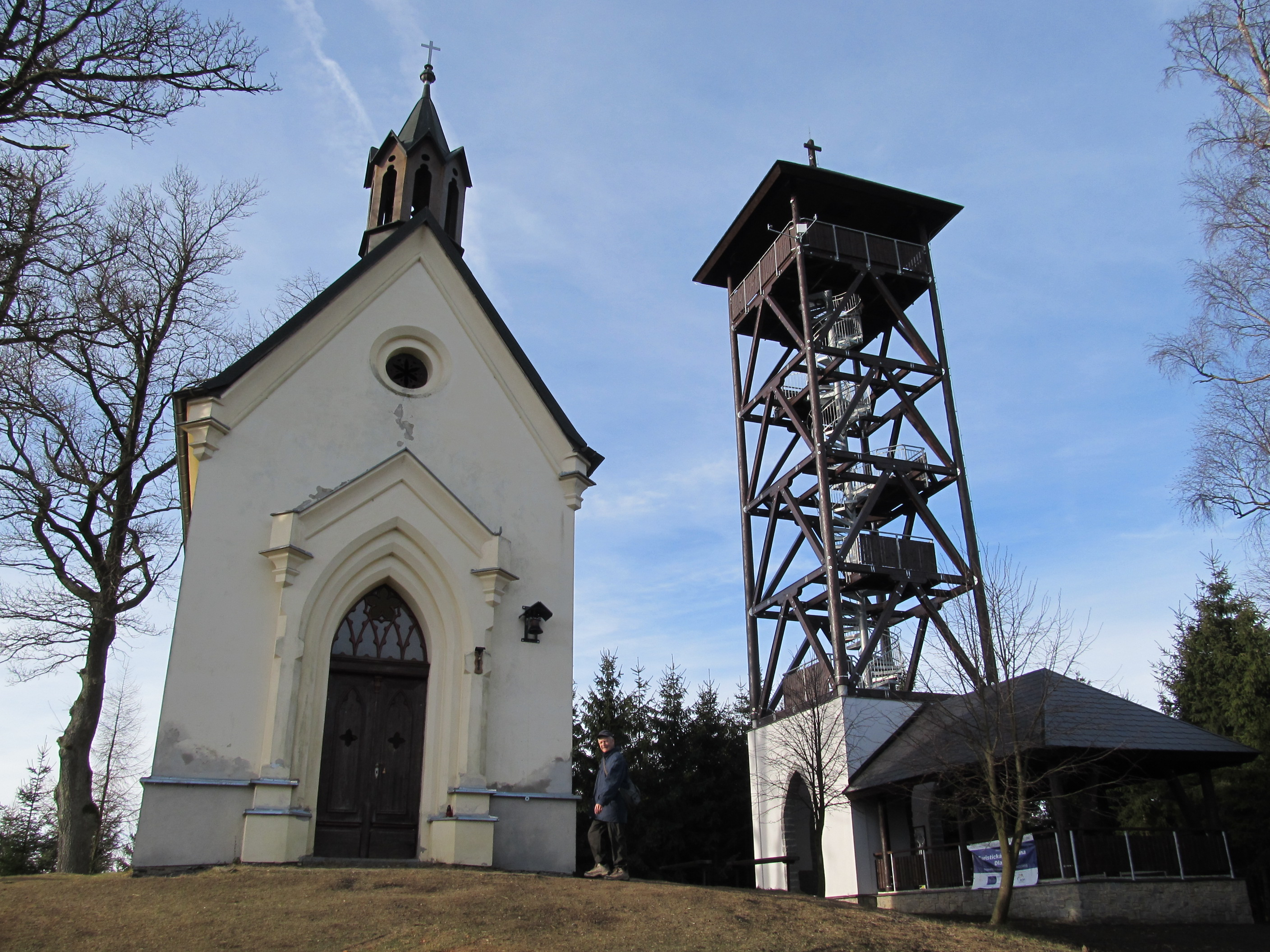
Margarethenkapelle und Aussichtsturm

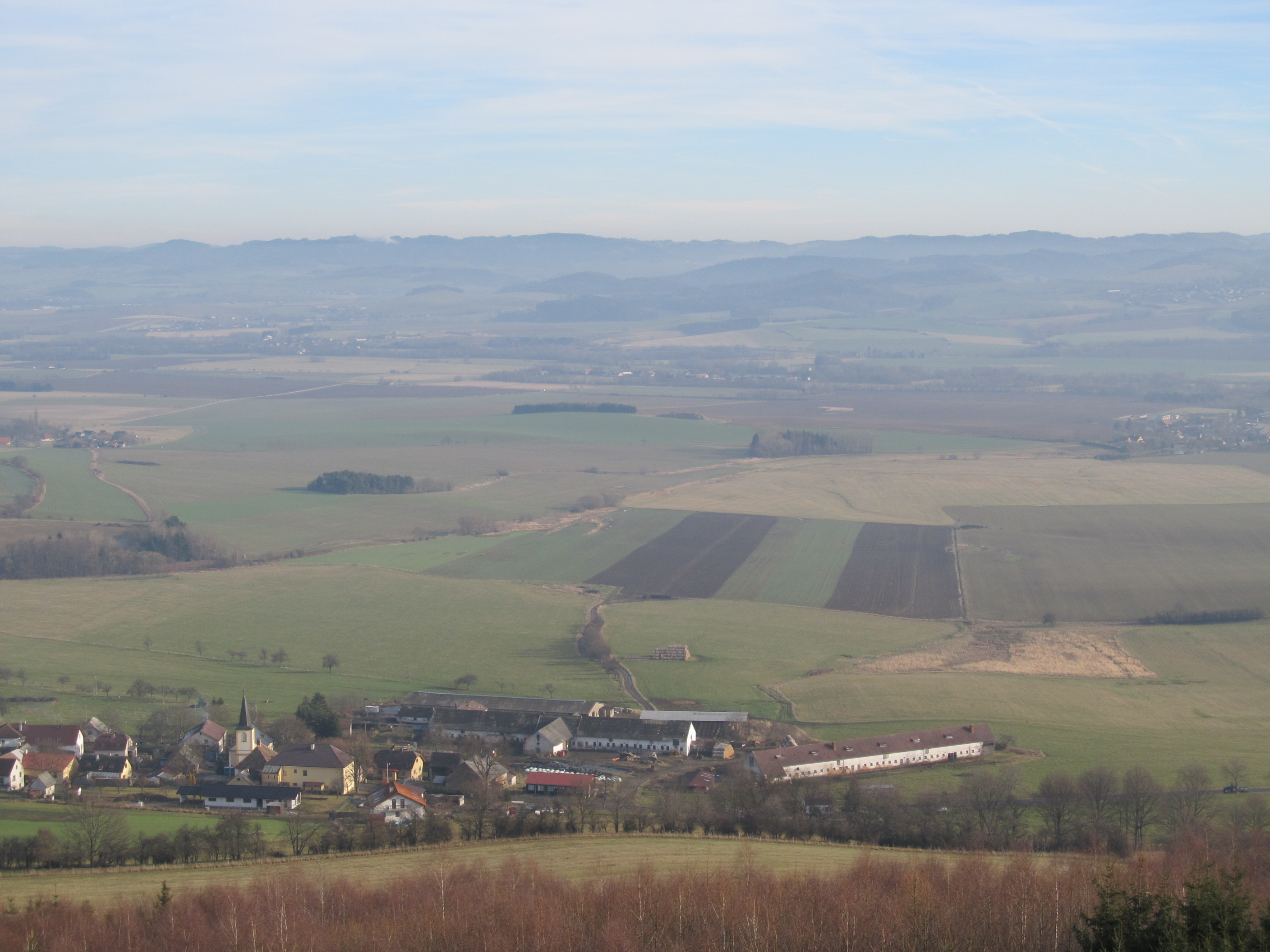
Blick vom Aussichtsturm auf Dlažov, im Hintergrund der Kamm Barák

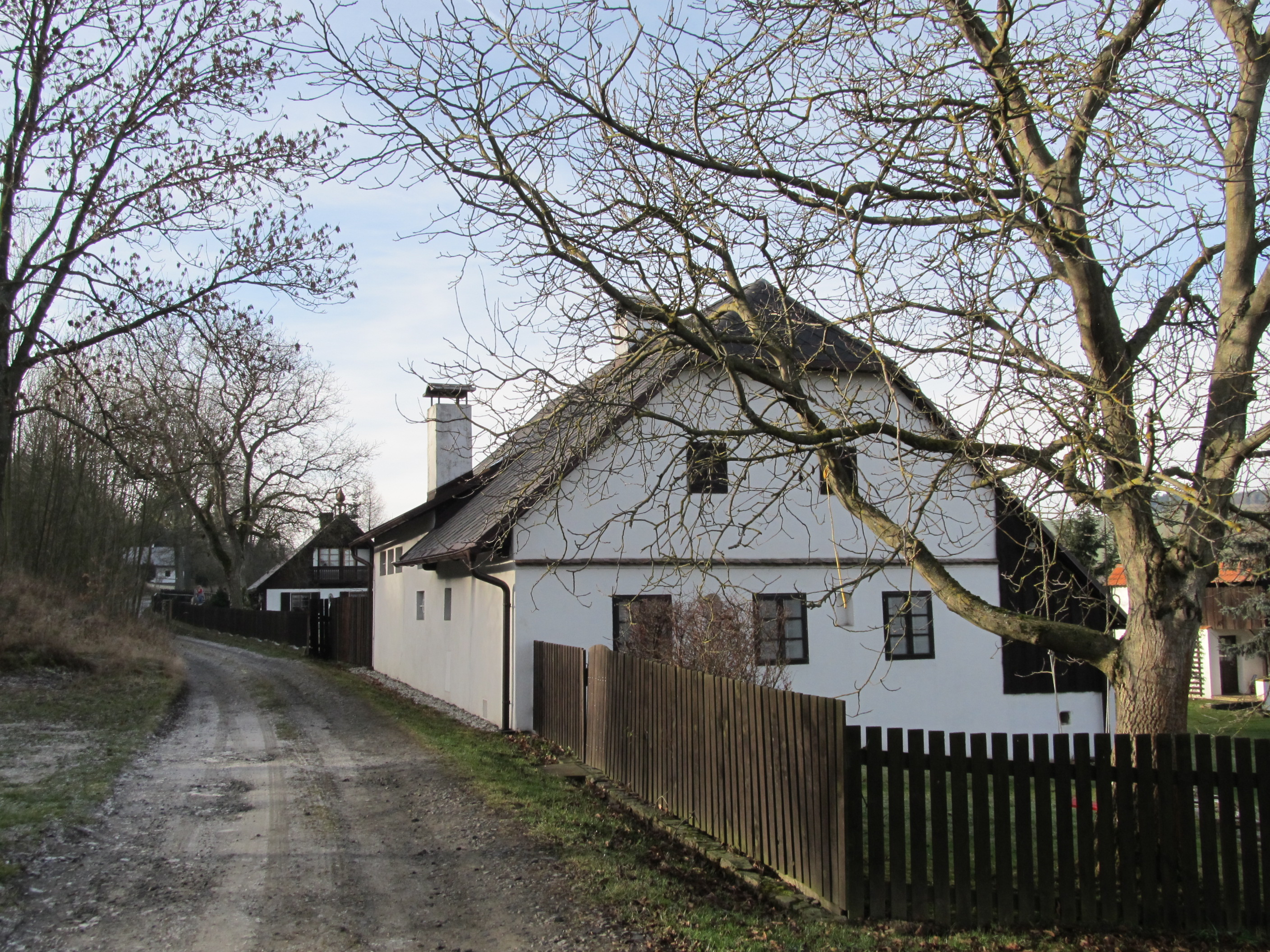
Haus Nr. 83 in Dlažov

Dlažov (deutsch Glosau) ist eine Gemeinde in Tschechien. Sie liegt zehn Kilometer südwestlich des Stadtzentrums von Klatovy und gehört zum Okres Klatovy.

## Geographie
Dlažov befindet sich im Süden der Chudenická vrchovina (Chudenitzer Bergland) über dem Janovický úval (Janowitzer Senke). Nördlich erheben sich die Dlažovská hůrka (611 m) und die Hodiška (645 m), im Nordosten der Hrádek (535 m), südwestlich der Pohoří (Pohory, 624 m) sowie im Westen die Svatá Marketa (St. Margarethenberg, 642 m). Einen Kilometer nördlich von Dlažov verläuft die Straße I/22 zwischen Kdyně und Klatovy.
Nachbarorte sind Slavíkovice, Vráž, Buková und Struhadlo im Norden, Soustov, Vítaná und Bezděkov im Nordosten, Plešiny und Rohozno im Osten, Spůle und Veselí im Südosten, Dubová Lhota, Miletice und Běhařov im Süden, U Červenků, Pocinovice und Dobrá Voda im Südwesten, Na Ovčině, Nový Mlýn, Maškův Mlýn, Chodská Lhota und Libkov im Westen sowie Modlín, Draha, V Háji und Nová Víska im Nordwesten.

## Geschichte
Erstmals urkundlich erwähnt wurde Dlažov 1379 im Steuerregister des Pilsner Kreises. Das als Waldhufendorf angelegte Dorf war zu dieser Zeit zwischen den drei Edelknechten aufgeteilt. Zwei Huben und der Hof gehörten einem Sezima, Heřman und  Vojtěch besaßen jeweils eine Dreiviertelhube, die Besitzer der anderen Anwesen waren ihnen untertänig. Das Dorf war gemischtsprachig, wobei anfänglich die tschechischsprachigen Bewohner die Mehrheit bildeten. Nach 1410 erwarb Přibík von Klenová das gesamte Dorf. Er wurde in den Hussitenkriegen einer der Anführer der Hussiten. In dieser Zeit flohen die deutschsprachigen Bewohner aus Dlažov. Im Jahre 1426 zog ein deutsches Heer gegen Přibík von Klenová und brannte Dlažov nieder. Nach dem Ende der Kriege gehörte der Hof Dlažov dem Jan Štěpánovic.  1561 kaufte Oldřich Janovský von Janovice, ein Sohn des Smil Janovský auf Soustov einen Teil des Dorfes. Den anderen Teil besaß sein Bruder Vladislav.
Zum Ende des 18. Jahrhunderts besaß Karl Nigroni von Riesenbach das Gut Glosau. Zu dieser Zeit hatte sich der Klattauer Kreis zu einem Zentrum der Flachs- und Wollspinnerei entwickelt. Im Jahre 1785 nahm in Glosau eine Fabrik mit 43 Webstühlen den Betrieb auf. 1787 wurde die neue Filialkirche des hl. Antonius geweiht. Am südlichen Ortsausgang wurde 1835 ein neuer Friedhof angelegt. Im selben Jahre entstand auch das Pfarrhaus.
Nach der Aufhebung der Patrimonialherrschaften bildete Glosau/Dlažďov ab 1850 mit dem Ortsteil Neudorf/Nová Víska eine Gemeinde im Gerichtsbezirk Neugedein. im Jahre 1852 wurde die Lokalie Glosau zur Pfarre erhoben. Ab 1868 gehörte das Dorf zum Bezirk Taus. Im Jahre 1883 errichtete die jüdische Gemeinde am Dorfplatz eine Synagoge mit getrennten Bereichen für Männer und Frauen, einer Schule und einer Matzenbäckerei, die bis 1926 betrieben wurde. Die jüdischen Begräbnisse erfolgten auf dem Waldfriedhof Loučim. 1883 verließen 25 Einwohner von Dlažďov das Dorf in Richtung Amerika, insgesamt suchten bei der großen Ausreisewelle dieses Jahres 100 Personen aus den heute zu Dlažďov gehörigen Ortschaften ihr Glück am anderen Ende des "Großen Teiches". Seit dem Beginn des 20. Jahrhunderts wurde der tschechische Ortsname Dlážďov t. Dlažov gebraucht. Seit 1924 wird der Name Dlažov verwendet. Im Zuge der Gebietsreform von 1960 wurde Dlažov aus dem Okres Domažlice in den Okres Klatovy überwiesen. 1961 erfolgte die Eingemeindung von Miletice und Soustov (mit Vráž). Am 1. Juli 1975 wurde Buková nach Dlažov eingemeindet.

## Gemeindegliederung
Die Gemeinde Dlažov besteht aus den Ortsteilen Buková (Bukowa, 1939–45: Buchen), Dlažov (Glosau), Miletice (Miletitz), Nová Víska (Neudorf), Soustov (Soustow, früher Saustawa) und Vráž (Wrasch). Grundsiedlungseinheiten sind Buková, Dlažov, Miletice, Nová Víska und Soustov.  Zu Dlažov gehören außerdem die Einschichten Draha und V Háji.
Das Gemeindegebiet gliedert sich in die Katastralbezirke Buková u Klatov, Dlažov, Miletice u Dlažova und Soustov.

## Sehenswürdigkeiten
- Berg Svatá Marketa mit St. Margarethenkapelle aus der 1. Hälfte des 19. Jahrhunderts und einem a, 1. Jänner 2014 eröffneten Aussichtsturm
- Kirche des hl. Antonius von Padua in Dlažov, erbaut 1787 anstelle einer der Jungfrau Maria geweihten Kapelle. Der Kirchturm wurde 1849 angebaut.
- ehemalige Synagoge (Haus Nr. 27), erbaut 1883, sie dient heute als Gemeindeamt
- Kapelle des hl. Johannes von Nepomuk in Miletice